# Jedediah Buxton

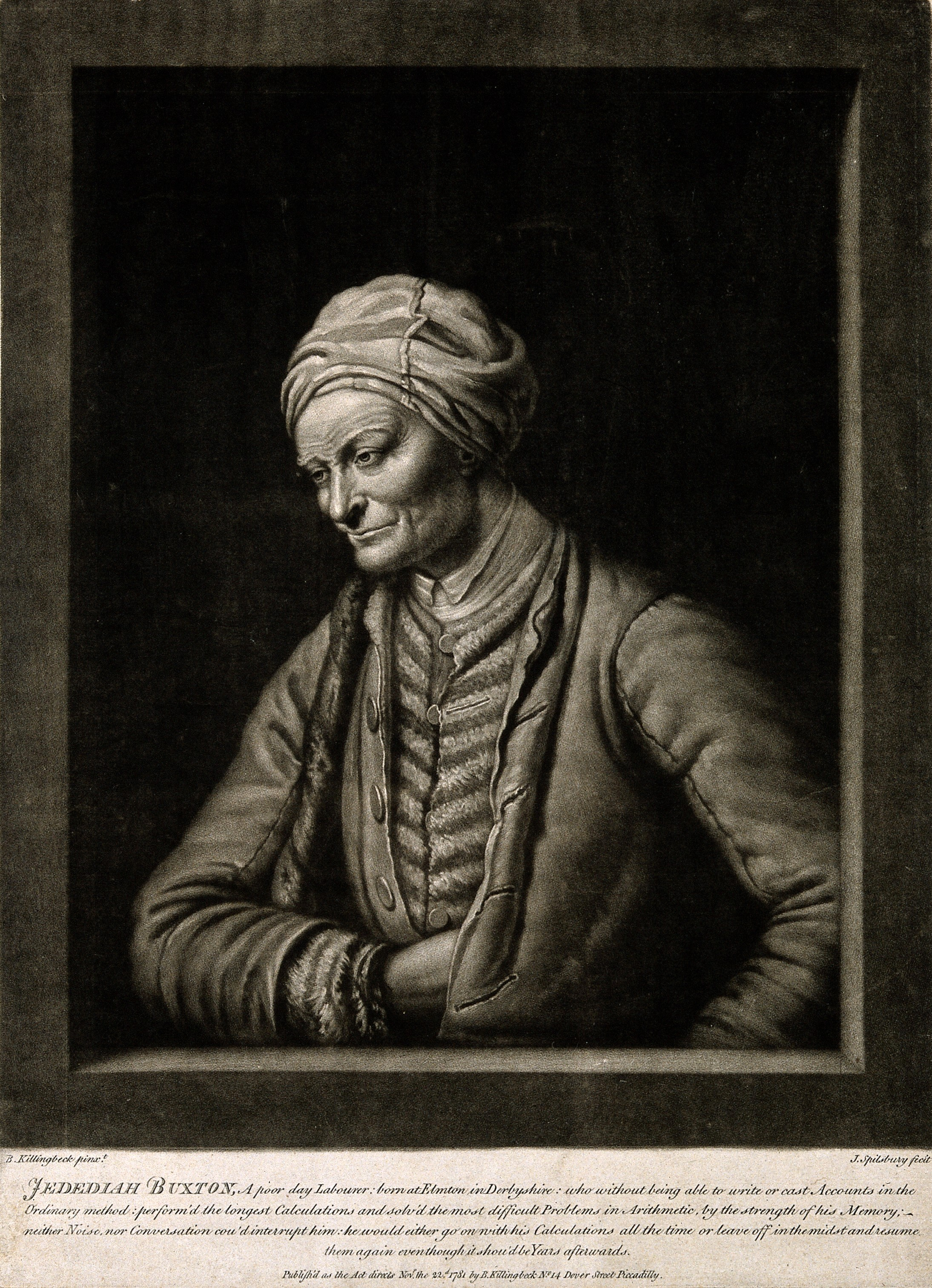
El pie del grabado dice: Jedediah Buxton, un jornalero pobre: nacido en Elmton en Derbyshire: quien sin poder operar o escribir cuentas con el método ordinario: realizó los cálculos más largos y resolvió los problemas más difíciles de aritmética, por la fuerza de su Memoria; - Ni Ruido ni Conversación podían interrumpirlo: o bien continuaba con sus Cálculos todo el tiempo o los dejaba a la mitad y los reanudaba de nuevo aunque fuera Años después.

Jedediah Buxton (1707-1772) fue un destacado calculista mental inglés, una de las primeras personas a las que se denominó sabio autista.

## Vida
Buxton nació en 1707 en Elmton, cerca de Creswell (Derbyshire). Aunque su padre era maestro de escuela de Elmton y su abuelo había sido vicario, no sabía escribir; y sus conocimientos, excepto en números, eran extremadamente limitados. No recordaba cómo había llegado a entender las proporciones relativas de los números y sus denominaciones progresivas. Sin embargo, este era su principal interés. Con frecuencia no prestaba atención a los objetos, y cuando lo hacía, era solo como referencia a su número. Después de escuchar un sermón, no sabía nada sobre su contenido, salvo que se había utilizado un cierto número de palabras que había contado durante la alocución.
Midió las tierras de Elmton, que constan de unos miles de acres (4 km²), simplemente caminando sobre el terreno. Dio el área no solo en acres, roods y perchas, sino incluso en pulgadas cuadradas. Después de esto, los redujo a anchos de un pelo cuadrados, considerando cuarenta y ocho pelos en cada lado de una pulgada. Su memoria era tan grande, que al resolver una cuestión podía dejar de operar y reanudar el cálculo en el mismo punto después de varios meses. Su dedicación perpetua a las cifras le impidió la adquisición de otros conocimientos. Entre los ejemplos de las hazañas aritméticas de Buxton que se dan se encuentran su cálculo del producto de un moneda de cuarto duplicada 139 veces. El resultado, expresado en libras, se extiende a treinta y nueve cifras y es correcto en la medida en que puede verificarse fácilmente mediante el uso de logaritmos. Posteriormente, multiplicó este enorme número por sí mismo. Parece que había inventado una nomenclatura original para manejar grandes números, una 'tribu' era el cubo de un millón, y un 'calambre' (si se puede confiar en lo escrito por del Sr. Holliday) equivalía a mil 'tribus de tribus'.

## Viaje a Londres
Cuando viajó a Londres en 1754, su agudeza mental fue comprobada por la Royal Society, que reconoció su satisfacción al obsequiarle con una generosa gratificación. Durante su visita a la metrópoli fue llevado a presenciar la tragedia Ricardo III representada en el teatro Drury Lane, pero toda su mente se dedicó a contar las palabras pronunciadas por David Garrick. Asimismo, se dispuso a contar los pasos de los bailarines; y declaró que los innumerables sonidos producidos por los instrumentos musicales lo habían dejado completamente perplejo.
La revista The Gentleman's Magazine de junio de 1754, publicó una memoria sobre Buxton, a la que (probablemente, a través de un tal Sr. Holliday, de Haughton Hall, Nottinghamshire), el propio Buxton había contribuido con varias cartas. En estas memorias, su edad se da como de cuarenta y nueve años, lo que apunta a su nacimiento en 1705; la fecha adoptada anteriormente procede de la obra Magna Britannia (Derbyshire), publicada por Daniel y Samuel Lysons.
Su retrato puede verse en línea en la página web de la Biblioteca de Nueva York. Otro retrato suyo, realizado por la señorita Maria Hartley en 1764, cuelga en la iglesia de Elmton.
Jedediah Buxton era hijo de William Buxton, un granjero y también maestro de escuela en Elmton. Sin embargo, el vicario de Elmton no era el abuelo biológico de Jedediah. John Davenport, el vicario de Elmton, 1689-1709, fue el segundo marido de Ann (madre de William Buxton), que anteriormente había estado casada con el abuelo paterno de Jedidiah, Edward Buxton de Chelmorton.

## Reconocimientos

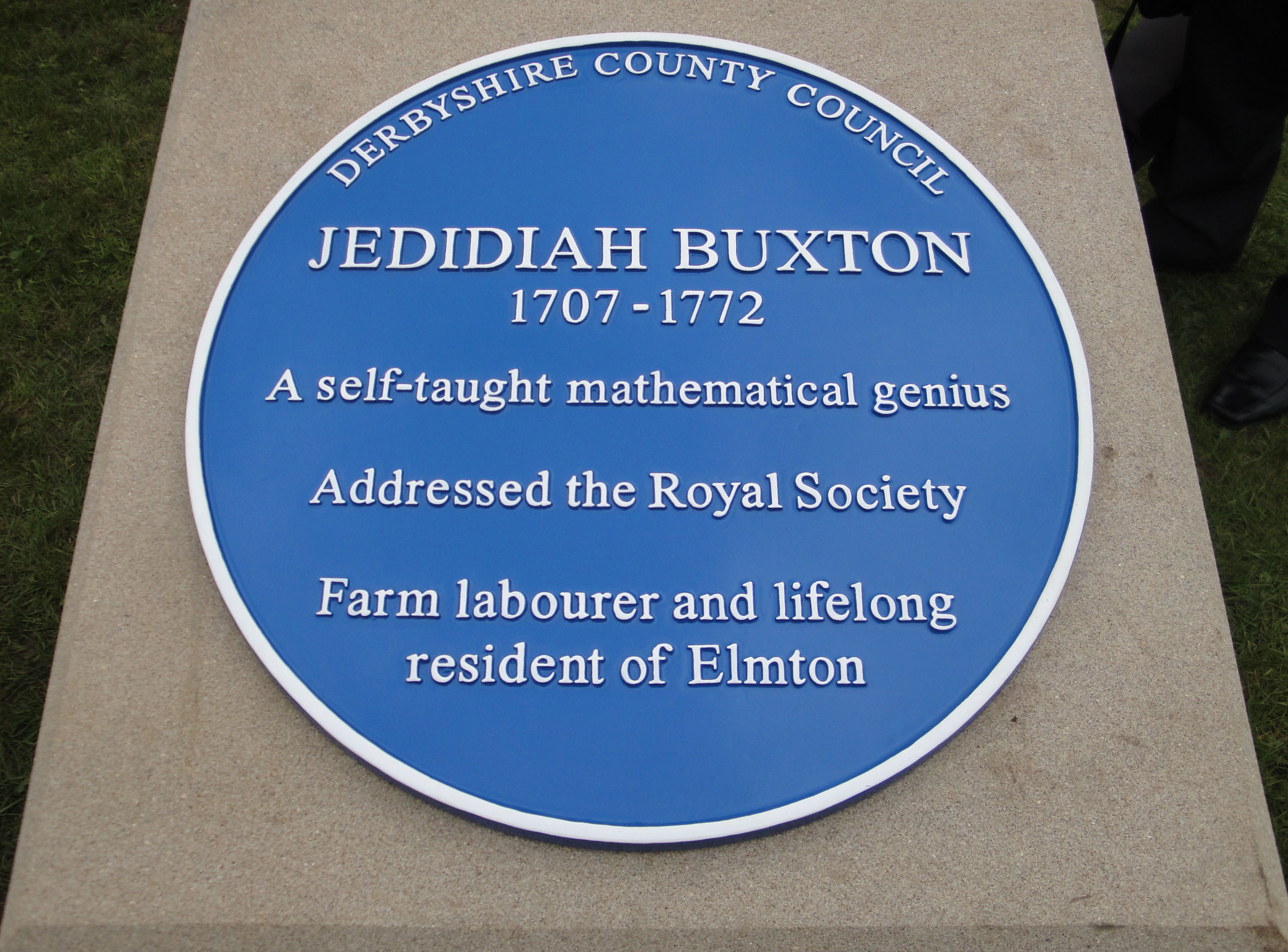
Placa azul dedicada a Buxton en Elmton

- En 2011,tras una encuesta pública, se erigió una placa azul en honor de Jedediah en Elmton.[6]